# Gapi
Gapi est un village situé dans la province de Khorasan-e-razavi, au Nord-Est de l'Iran. D'après le recensement de 2006, la population était de 150 habitants, répartis dans 50 familles.